# Montacutella echinophila
Montacutella echinophila is een tweekleppigensoort uit de familie van de Lasaeidae. De wetenschappelijke naam van de soort is voor het eerst geldig gepubliceerd in 2004 door Jerspersen, Lützen & Nielsen.